# Сафаров, Асгат Ахметович
Асгат Ахметович Сафаров (тат. Әсгать Әхмәт (Әхмәтгали) улы Сәфәров; род. 20 октября 1961, д. Новый Шимбер, Атнинский район, Татарская АССР, РСФСР, СССР) — российский государственный и политический деятель. Руководитель Администрации Раиса Республики Татарстан с 23 августа 2013. 
Министр внутренних дел по Республике Татарстан с 10 июня 1998 по 9 апреля 2012. Заместитель Премьер-министра Республики Татарстан с 28 мая 2012 по 22 августа 2013. Генерал-лейтенант полиции (2011).

## Биография
Родился 20 октября 1961 в деревне Новый Шимбер Атнинского района Татарской АССР.
В 1984 окончил Казанский государственный университет и Академию ФСБ России в 1999.
С 1984 по 1987 — следователь, старший следователь Отдела внутренних дел Советского райисполкома Казани (Советского РУВД).
С 1987 по 1991 — старший референт, инструктор отдела по работе исполнительных органов Совета Министров Татарской АССР.
С 1991 по 1992 — помощник президента Республики Татарстан.
С 1992 по 1995 — начальник Управления специальной службы милиции при МВД Республики Татарстан.
С 1995 по 1998 — проходил действительную военную службу в Федеральной службе охраны Российской Федерации на руководящих должностях.
С 10 июня 1998 по 9 апреля 2012 — министр внутренних дел по Республике Татарстан.
Указом президента Российской Федерации от 6 мая 2011 присвоено специальное звание «генерал-лейтенант полиции».
С 28 мая 2012 по 22 августа 2013 — заместителя премьер-министра Республики Татарстан.
С 23 августа 2013 — руководитель Администрации Раиса Республики Татарстан.

## Семья
Женат, имеет двух дочерей и сына.
Увлекается волейболом, охотой.

## Критика
В марте 2012 член Общественной палаты России Анатолий Кучерена потребовал уволить Сафарова с должности главы МВД Татарстана за оправдание им средневековых пыток. В частности, Асгат Ахметович писал в своей книге «Закат казанского феномена» следующее:

Пусть бросают в меня камни «гуманисты». Но моё глубокое внутреннее убеждение: забрав чужую жизнь, преступник должен расплачиваться своей. И это ещё очень даже гуманно. Средневековая жестокость имела логичное объяснение — если нельзя казнить душегуба несколько раз, это слишком лёгкое наказание, то можно отнять жизнь максимально мучительным способом — в назидание всем остальным.— Книга Сафарова «Закат казанского феномена»
Сафаров был уволен, причиной стала смерть задержанного в отделе полиции «Дальний» и последующие многочисленные жалобы пострадавших от действий татарстанской полиции.

## Награды
Государственные
- Орден Почёта (2003)
- Орден Мужества (2006, 2012)
- Орден «За заслуги перед Отечеством» IV степени (2009)
- Орден Александра Невского (25 октября 2018) — за достигнутые трудовые успехи, активную общественную деятельность и многолетнюю добросовестную работу[6]
- Орден «За заслуги перед Отечеством» III степени (2 июня 2022) — за достигнутые трудовые успехи и многолетнюю добросовестную работу[7]

Региональные
- Заслуженный сотрудник органов внутренних дел Республики Татарстан (2001)
- Медаль «За доблестный труд» (2006)
- Благодарственное письмо президента Республики Татарстан (2007)
- Именные золотые часы от президента Республики Татарстан (2007)
- Благодарность президента Республики Татарстан (2011)
- Орден «За заслуги перед Республикой Татарстан» (2013)
- Медаль ордена «За заслуги перед Республикой Татарстан» (2016)

Ведомственные
- Нагрудный знак «Почётный сотрудник МВД»

Религиозные
- Орден Святого благоверного князя Даниила Московского II степени (2002, Русская православная церковь)
- Орден «Аль-Фахр» II степени (2007, Совет муфтиев России)

Иные
- Медаль «В память 1000-летия Казани»
- Благодарность президента Российской Федерации (2006, 2010, 7 апреля 2017) — за активное участие в общественно-политической жизни российского общества[8]
- Почётная грамота Президента Российской Федерации (23 января 2014) — за заслуги в развитии физической культуры и спорта, высокие спортивные достижения на XXVII Всемирной летней универсиаде 2013 года в городе Казани[9]